# Віртуальна банківська картка
Віртуальна банківська картка - банківська платіжна картка, призначення виключно для здійснення платежів у Інтернеті. Являє собою дані реквізитів банківської картки, необхідні для здійснення оплати на інтернет-сайтах.
Віртуальна картка, як правило, випускається без фізичного носія, тільки в електронному вигляді. Проте банк-емітент може виготовляти для клієнтів пластикові картки з нанесеними на них реквізитами віртуальних карток. На таких картках відсутні певні атрибути звичайних банківських карток: магнітна смуга або чип, голограма, підпис держателя. Це унеможливлює використання віртуальної картки для оплати покупок у звичайних магазинах або для зняття готівки у банкоматах.

## Реквізити віртуальних карток
- Номер картки
- Строк закінчення дії картки: місяць та рік
- Код безпеки CVV2/CVC2 — тризначний цифровий код, який на звичайних банківських картках друкується на зворотній стороні картки
- Ім'я утримувача картки — для віртуальних карток може бути відсутнім.

## Характеристики віртуальних карток
Як і інші банківські продукти, віртуальні картки характеризуються набором властивостей, серед яких можна назвати:
- Належність до платіжної системи: в Україні зазвичай це VISA або MasterCard.
- Тип рахунку: кредитна, дебетова, передоплачена
- Наявність або відсутність фізичного носія (пластикової картки)
- Строк дії: від кількох місяців до кількох років
- Емітується як додатково до існуючої основної банківської картки або без основної картки
- Вартість випуску та обслуговування
- Спосіб замовлення картки та отримання реквізитів картки
- Час отримання між подачею заявки та отриманням реквізитів картки
- Способи зарахування коштів на баланс картки
- Обмеження на розмір балансу картки, ліміти операцій по картці
- Можливість повторного поповнення балансу картки після її картки

## Переваги та недоліки
Переваги:
- Безпека: основна перевага віртуальної картки, оскільки використання такої картки мінімізує ризики, пов'язані з передачею реквізитів банківської картки через Інтернет. Клієнт може поповнити картку безпосередньо перед оплатою на інтернет-сайті на суму, необхідну для конкретного платежу. Отож, навіть в разі отримання реквізитів картки зловмисниками, їм не вдасться викрасти значну суму коштів держателя картки.

- Зручність оформлення: випуск віртуальної картки відбувається переважно без особистого відвідування банку - наприклад, через замовлення у системі "Інтернет-банк" обслуговуючого банку. Переважно, клієнт отримує реквізити віртуальної картки майже миттєво.

- Універсальність: віртуальна картка може прийматись для оплати у будь-яких інтернет-магазинах, розташованих по всьому світу, що відрізняє віртуальні картки від небанківських платіжних систем ("електронних грошей"). Для використання таких систем спочатку потрібно якимось чином перерахувати туди кошти. Для популярних систем, наприклад PayPal, це вирішується за допомогою банківських, у тому числі й віртуальних, карток.

Недоліки:
- Неможливість використання у звичайних магазинах та банкоматах
- Потреба в наявності певного рівня культури використання сучасних банківських продуктів у держателя картки - уміння використовувати інтернет-банкінг, здійснювати перекази з картки на картку онлайн тощо
- Обмеження, визначені банком-емітентом: ліміт балансу, ліміт платежу, строк дії, комісії за користування.